# Głos Radziecki
Głos Radziecki – gazeta redagowana i wydawana w języku polskim przez władze sowieckie w Kijowie, rozprowadzana od września 1939 do stycznia 1941 na terenach „zachodnich obwodów ZSRR”, czyli ziemiach II Rzeczypospolitej anektowanych po sowieckiej agresji na Polskę.
Powstał z przekształcenia tygodnika „Sierp”.